# قانون الخدمة الانتقائي

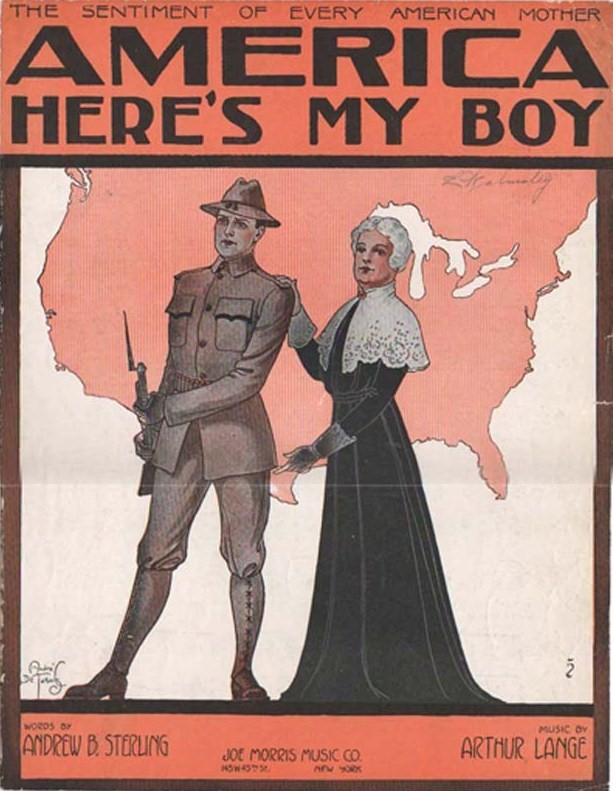
لوحة إعلانية عام 1917م تدعو الشباب الأمريكي إلى الالتحاق بالجيش

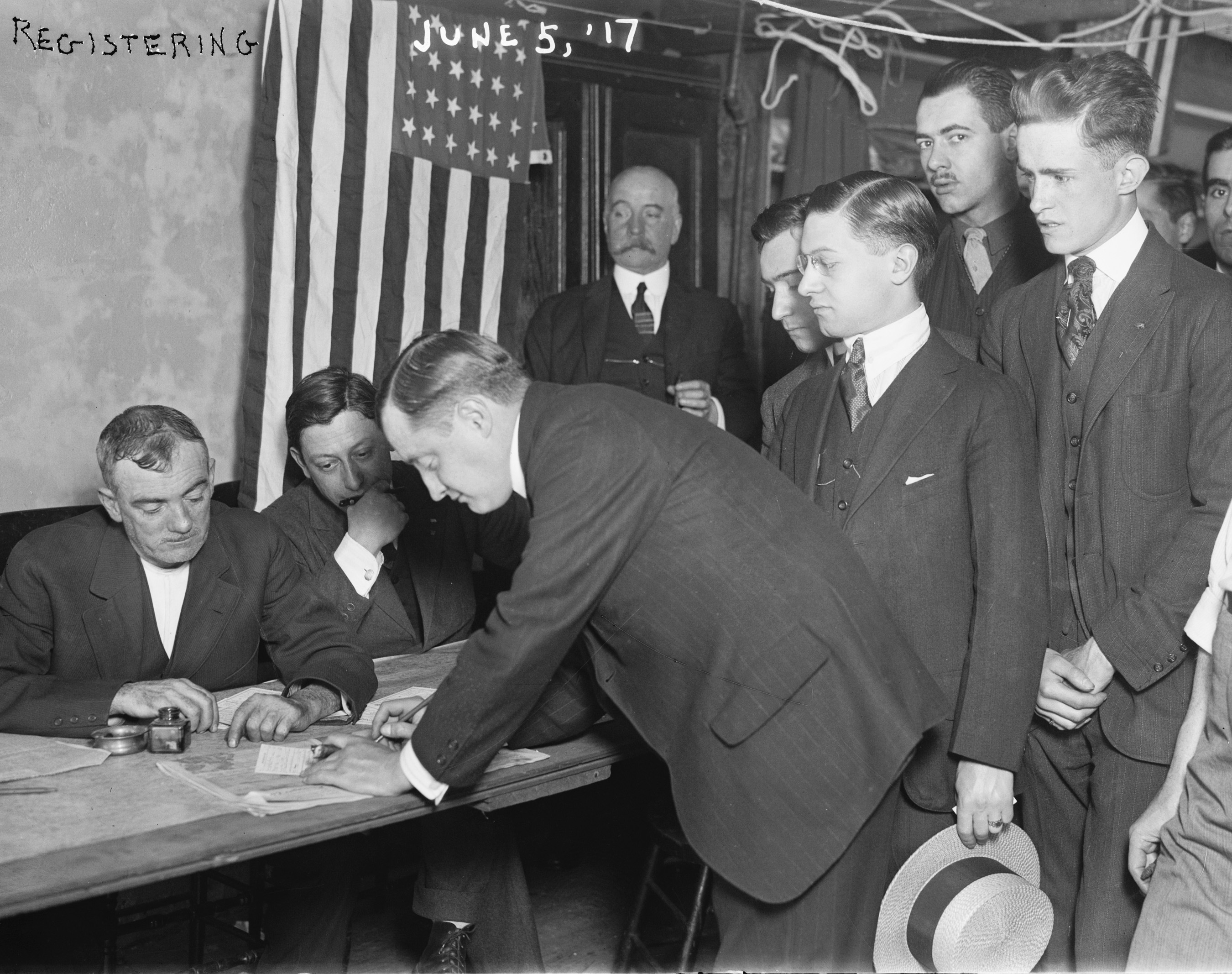
الشباب الأمريكي في عام 1917 يوقع على البيان للالتحاق بالجيش الأمريكي خلال فترة الحرب العالمية الأولى

قانون الخدمة الانتقائي (بالإنجليزية:  Selective Service Act)‏ هو قانون أقرته الحكومة الفيدرالية وبدأ العمل به في 18 مايو 1917 بسبب دخول الولايات المتحدة الحرب العالمية الأولى.
‌